# Tegami
Tegami (En - The Letter, Pt - A carta), realizado por Jirô Shôno, é um filme japonês de 2006.
Este drama que conta a história de Naotaka (Takayuki Yamada), um rapaz órfão cujo irmão (Tetsuji Tamayama) foi preso quando, desesperado por dinheiro, tenta assaltar uma casa e acaba por matar a sua proprietária. Sendo sempre visto como o irmão de um assassino, Nao passa a vida a mudar de casa e de emprego, desistindo dos seus sonhos, dos amigos e do amor. Yumiko (Erika Sawajiri), é uma rapariga alegre que vai ajudar Nao a não fugir mais e a enfrentar a vida de frente.

## Elenco
- Takayuki Yamada - Naotaka Takeshima
- Erika Sawajiri - Yumiko Shirai
- Tetsuji Tamayama - Takashi Takeshima
- Kazue Fukiishi - Asami Nakajo
- Hiroyuki Onoue - Yusuke Terao
- Mitsuru Fukikoshi - Tadao Ogata